# Kirkovo (Kardzjali)
Kirkovo (Bulgaars: Кирково) is een dorp en een gemeente in het zuiden van Bulgarije in de oblast Kardzjali. De gemeente Kirkovo telt 72 dorpen met in totaal 21.044 inwoners.

## Geografie
De gemeente Kirkovo is gelegen in het zuidelijke deel van de oblast Kardzjali. Met een oppervlakte van 537,871 vierkante kilometer is het de derde van de 7 gemeenten qua oppervlakte, oftewel 16,75% van het grondgebied van de oblast. De gemeente Kirkovo is de meest zuidelijke gemeente van Bulgarije (Veikata-piek). De grenzen zijn als volgt:
- in het noorden - gemeente Dzjebel;
- in het noordoosten - gemeente Momtsjilgrad;
- in het oosten - gemeente Kroemovgrad;
- in het zuiden - Griekenland;
- in het westen - gemeente Zlatograd, oblast Smoljan.

## Plaatsen
- Sredsko - 115

## Bevolking
Op 31 december 2020 telde het dorp Kirkovo 621 inwoners, terwijl de gemeente Kirkovo 22.782 inwoners had. Alhoewel Kirkovo de hoofdplaats van de gemeente is, is het niet het grootste dorp. Zo zijn de dorpen Benkovski, Tsjorbadzjijsko, Tsjakalarovo, Fotinovo, Tichomir, Drangovo en Gorski Izvor dichterbevolkt. 

### Religie
De laatste volkstelling werd uitgevoerd in februari 2011 en was optioneel. Van de 21.916 inwoners reageerden er 14.378 op de volkstelling. Van deze 14.378 respondenten waren er 11.583 moslims, oftewel 82,4% van de bevolking. Kirkovo is hiermee een van de 43 gemeenten in Bulgarije met een moslimmeerderheid. De rest van de bevolking had een andere geloofsovertuiging of was niet religieus.
| Religieuze samenstelling in februari 2011 | Religieuze samenstelling in februari 2011 | Religieuze samenstelling in februari 2011 | Religieuze samenstelling in februari 2011 | Religieuze samenstelling in februari 2011 |
| ----------------------------------------- | ----------------------------------------- | ----------------------------------------- | ----------------------------------------- | ----------------------------------------- |
|                                           |                                           |                                           |                                           |                                           |
| Bulgaars-Orthodoxe Kerk                   | Bulgaars-Orthodoxe Kerk                   |                                           | 6,2%                                      | 6,2%                                      |
| Katholieke Kerk                           | Katholieke Kerk                           |                                           | 0,3%                                      | 0,3%                                      |
| Protestantisme                            | Protestantisme                            |                                           | 0,1%                                      | 0,1%                                      |
| Islam                                     | Islam                                     |                                           | 82,4%                                     | 82,4%                                     |
| Geen                                      | Geen                                      |                                           | 1,7%                                      | 1,7%                                      |
| Anders/ Onbekend                          | Anders/ Onbekend                          |                                           | 9,3%                                      | 9,3%                                      |

Bestuurlijk centrum: Kardzjali
 Ardino - Dzjebel -  Kardzjali - Kirkovo - Kroemovgrad - Momtsjilgrad - Tsjernootsjene